# 江之濱
江之滨（1574年—1550年），號相宇，江西饶州府余干县人，明朝政治人物。

## 生平
万历十六年（1588年）戊子江西乡试举人，三十五年（1607年）丁未科進士，兵部觀政，三十六年正月授河南中牟县知县，三十八年调商丘知县，卒。

## 家族
曾祖江顯。祖父江浙。父江炅。母曹氏。永感下。兄之玄、之渼、江岑（教谕）、江和（同科进士）。